# Ciudad Satélite
Ciudad Satélite, comúnmente llamada solo Satélite, es un fraccionamiento residencial de clase media, media-alta y alta, ubicado 20 km al noroeste del centro de la Ciudad de México, en el municipio de Naucalpan de Juárez, Estado de México, en la zona poniente de la Zona Metropolitana del Valle de México.
Concebida por los arquitectos mexicanos Mario Pani y José Luis Cuevas en 1954 como una "ciudad fuera de la ciudad", fue uno de los proyectos del urbanismo mexicano más importantes y ambiciosos del siglo XX. Originalmente concebido para la clase media de la ciudad, la creciente demanda de empresas desarrolladoras subieron los precios por metro cuadrado, recibiendo así a clases más altas de la sociedad citadina. El crecimiento urbano de Ciudad Satélite se vio influenciado por la llegada de citadinos de distintos puntos de la ciudad, del interior de la república; y de comunidades de inmigrantes y sus descendientes que llegaron a México a lo largo del siglo XX, destacándose la española (incluyendo asturianos, gallegos, vascos y catalanes), alemana, italiana, francesa, británica, portuguesa, polaca, sirio-libanesa, judía (particularmente sefardí), húngara, japonesa, coreana, romaní, así como estadounidenses y canadienses y de otros países de América Latina (principalmente Argentina, Brasil, Colombia, Chile, Cuba, Puerto Rico, Perú y Venezuela). A pesar de haber sido planeada como una ciudad satélite a la Ciudad de México, debido al crecimiento económico y a la rápida expansión de la capital a partir de los años cincuenta, el fraccionamiento se convirtió en el núcleo económico y social de la expansión territorial de la zona noroeste de la Ciudad de México, a la que muchos capitalinos se refieren también con el nombre genérico de "Satélite", que incluye otros fraccionamientos habitacionales de clase media y media-alta en Naucalpan, así como los municipios vecinos de Atizapán de Zaragoza y Tlalnepantla de Baz. Algunas colonias aledañas incluidas en este núcleo son Lomas Verdes, Bosques de Echegaray, Hacienda de Echegaray, Colón Echegaray, Las Arboledas, Valle Dorado, Los Pastores, Magisterial Vista Bella, Jacarandas, Santa Mónica, La Florida, San Mateo, Boulevares, Bellavista, Fuentes de Satélite y Jardines de Satélite, así como los pueblos de Calacoaya, San Lucas Tepetlacalco, San Mateo Nopala, Los Remedios, Santa María Nativitas, Xocoyahualco, Puente de Vigas, Madín, Tequexquináhuac, San Andrés Atenco, y Santa Cruz del Monte. En la actualidad forma parte de la Zona Metropolitana de la Ciudad de México, ubicándola al poniente de la misma.

## Definición

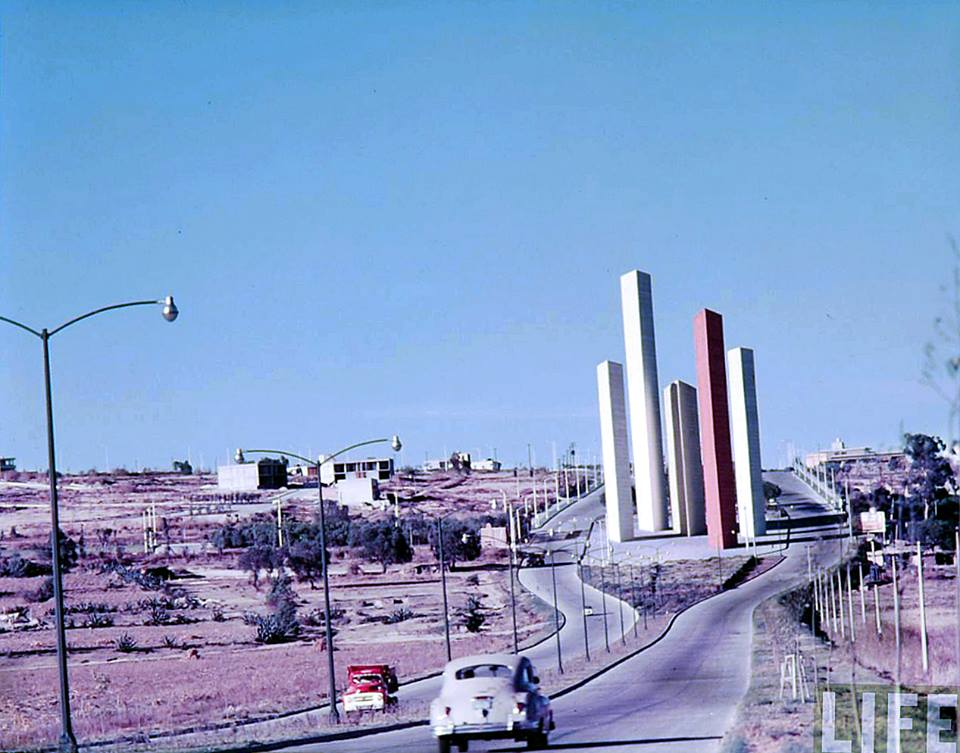
Torres de Satélite en 1957.

Ciudad Satélite fue concebida originalmente como una ciudad dormitorio; los arquitectos esperaban mantener un cinturón verde entre Satélite y la Ciudad de México, pero el rápido desarrollo (y los elevados precios de vivienda) en el centro de la ciudad, lo hicieron imposible.
El proyecto fue aprobado por el presidente Miguel Alemán Valdés en 1948. La ciudad fue casi terminada, pero permaneció inhabitada hasta 1952. Cuando las personas comenzaron a mudarse; servicios públicos como telefonía, no habían sido terminados en todos los circuitos, sin embargo, las personas usaban teléfonos públicos mientras les colocaban los fijos en su domicilio. Para 1970, la población de Ciudad Satélite había incrementado ampliamente.
La ciudad puede ser dividida en cuatro (o incluso cinco) partes. El núcleo central de Ciudad Satélite, es marcado por el monumento de "Las Torres" y lo conforman todos los circuitos de Satélite, Echegaray y la Florida (siendo estas, las zonas más exclusivas y con mayor plusvalía por metro cuadrado de toda el área Satélite), La zona sur abarca el barrio de Las Américas, al lado del Ayuntamiento de Naucalpan; Acatlán, Vista Del Valle, Paseos del Bosque, San Mateo y El Mirador. La zona centro-oeste, abarca Lomas Verdes, Boulevares, Parque Naucalli y La Concordia. La zona norte se comprende de Fuentes de Satélite, Santa Cruz del Monte, Bellavista y Calacoaya.
La última zona es Zona Esmeralda, que consiste de Chiluca, Valle Escondido y Condado de Sayavedra. Su posible exclusión se debe a su desprendimiento de Satélite: varias hectáreas de tierra sin desarrollar. la autopista Chamapa-Lechería y la Presa Madín, que dividen a las dos extensiones urbanas. Otros factores incluyen un concepto urbano distinto.
Estas zonas, mejor dicho, pertenecen a los municipios Naucalpan, Tlalnepantla y Atizapán de Zaragoza.

## Historia

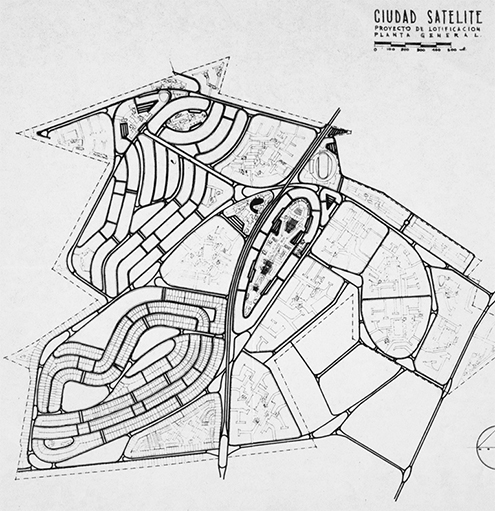
Plano original de Ciudad Satélite, concebido por Mario Pani.

Los únicos vestigios prehispánicos encontrados en la zona demuestran que el área perteneció y fue habitada por la cultura Tlatilca, en lo que formaba parte de Totolinga, Los Cuartos y Ríos Hondos, preservados en un pequeño museo en el parque industrial de Naucalpan. Después, durante la época colonial, la Capilla de Nuestra Señora de los Remedios fue construida cuando un oficial español encontró la figura religiosa debajo de un maguey. Se dice que la pequeña virgen había sido traída por Gonzalo Rodríguez de Villafuerte. La capilla, que divide a Ciudad Satélite de las zonas populares de Naucalpan, fue construida en el siglo XVI, donde podemos encontrar los famosos caracoles o el Acueducto Los Remedios en su estilo arquitectónico.
A mediados de los años 50, con el rápido crecimiento de la Ciudad de México y la solidez económica de la época; el rápido crecimiento de clase media alta y la prohibición de construir nuevas colonias dentro del centro de la capital, forzaron el desarrollo de nuevos complejos habitacionales. Las tierras antes conocidas como Rancho Los Pirules fueron donadas por su dueño, el entonces Presidente, Miguel Alemán Valdés (quien conservó algunas hectáreas para construir su mansión en Circuito Médicos), el resto, dio vida a la construcción de un original e innovador modelo urbanístico, distinto a todos los observados tanto en la capital como en el resto del país.
Debido al decreto antes mencionado de la Ciudad de México (entonces Distrito Federal) para prohibir la construcción de nuevas colonias (fraccionamientos) dentro del centro de la capital, se eligió al municipio de Naucalpan para albergar a la nueva ciudad, debido a su cercanía con el centro de la Ciudad de México.
El Plan Maestro de Ciudad Satélite nació con la idea de "Una ciudad fuera de la ciudad", a manos del taller de Urbanismo del arquitecto mexicano Mario Pani, dirigido por el arquitecto José Luis Cuevas, junto a Domingo García Ramos, Miguel de la Torre Carbó, Homero Martínez de Hoyos, Taide Mondragón, Miguel Morales y el ingeniero Víctor Vila. Inspirados en los estudios urbanísticos de Herman Herrey, publicados en 1944 en la revista "Pencil Points" como una propuesta para aliviar el tránsito en Manhattan, basados en la formación orgánica de un árbol, los nuevos caminos estarían estructurados en "circuitos con avenidas que nunca truncarían la circulación, con un crucero o semáforo y cuya forma fuera casi circular".
El nombre "Ciudad Satélite", según lo presentó Pani en 1957 lo concibió como parte de un proyecto urbanístico integral que contemplaba la creación de centros urbanos fuera de grandes urbes, con dependencia económica entre sí y conectadas por grandes autopistas. La idea principal era crear una zona habitacional similar a los suburbios de las grandes metrópolis de Estados Unidos y otros países, donde los habitantes no necesitan salir de la ciudad más que para trabajar.
Debido a alta demanda que obtuvo Ciudad Satélite, los precios fueron deliberadamente establecidos para separar la ciudad en tres áreas: clase media, clase media-alta y clase alta. Novelistas y Economistas fueron los circuitos con los precios más altos, así las mansiones más impresionantes fueron construidas en ellos. Los primeros habitantes, entre ellos profesionistas, burócratas, empresarios, etc., huían del estrés, congestionamiento y crimen de la ciudad, a pesar de mantener trabajos en ésta. Comenzaron a llegar 1957, motivados por promocionales que leían "Todo funcionando, no en proyecto"; sin embargo, testimonios de los primeros colonos aseguran que existían constantes fallas del servicio eléctrico y larga espera por las instalaciones telefónicas.
Para conectar de forma eficiente al nuevo desarrollo con la Ciudad de México, se construyó la vía rápida que partía desde la Fuente de Petróleos, en la ampliación del Paseo de la Reforma, hasta la entrada del mismo, que estaría plenamente identificado por el monumento, ahora ícono indistinguible de la zona, las Torres de Satélite. Gracias al éxito de Ciudad Satélite, más colonias y fraccionamientos de la zona se sumaron, creando el Anillo Periférico. Problemas contemporáneos en la ciudad incluyen grandes problemas de tráfico (debido a su naturaleza de ciudad dormitorio, donde muchas personas viajan a la Ciudad de México todos los días), el estado decrépito de muchos caminos; junto a robos, violaciones de las regulaciones ambientales, saturación de Bienes Raíces debido a nuevos desarrollos y comercio ambulante en exclusivas zonas residenciales.

### Fracaso del proyecto
"Más lotes para vender, más casas, más comercios, más departamentos y... más dinero para el especulador y el inversionista, pero también más gente, más coches y menos agua, insuficiente drenaje y pésima vialidad.
Mario Pani en 1990

Debido a los intereses políticos e inmobiliarios y a la oposición de la clase política mexiquense, liderada por el entonces gobernador Gustavo Baz Prada (quien bloqueó hacia 1962, junto a su director de Obras Públicas la concepción original del proyecto), el Plan Maestro de Ciudad Satélite no se realizó bajo su concepción original: vender lotes de diversos precios, mantener amplias áreas arboladas como límites y enormes zonas agrícolas, industriales y cuerpos de agua adyacentes para darle autonomía geográfica y económica, así como zonas verdes respetadas y conservadas.
En lugar de ello, y debido al éxito inmobiliario, los lotes adyacentes fueron puestos a la venta a precios altos para fraccionamientos de clase media, media-alta y alta, que iniciaron su construcción casi de forma simultánea a Satélite como Echegaray, La Florida, Boulevares y Jardines de San Mateo. El propio Pani declaró que, debido al afán de lucro de los fraccionadores y el objetivo de maximizar las ganancias, el proyecto fracasó y el nombre se quedó por ser atractivo y comercial.

## Diseño

### Distribución del terreno

Calles de Ciudad Satélite.

Muchos de los lotes en Ciudad Satélite son de dimensiones mayores a los típicos tamaños de la época en la Ciudad de México, pensados para las clases media, media alta y alta del lugar. En ellos se construyeron casas con el estilo arquitectónico del Funcionalismo, que se caracteriza por elementos decorativos en la fachada, junto a otros estilos como el Colonial Español y el Modernista. La base consistía de casas tipo Chalet, rodeadas de jardines, con ausencia de bardas hasta 1978, cuando por motivos de seguridad, privacidad y limitación, comenzaron a incorporar bardas y enrejados, que iban desde diseños característicos de herrería hasta simples cercas electrificadas. Estos estilos modernos también se encuentran en la llamada "catedral" de la ciudad, el Santuario de San Felipe de Jesús.
Para cubrir todos los mercados orientados, también se incluyeron lotes de tamaño mediano y pequeño. Así, los Circuitos Oradores, Poetas o Diplomáticos son más pequeños que los presentes en Economistas, Novelistas, Misioneros o Arquitectos, entre otros. Como parte del núcleo económico y social de la ciudad se encuentran los Circuitos Centro Comercial y Centro Cívico, donde se encuentran importantes comercios como Plaza Satélite. Otros más pequeños incluyen Zona Verde, Zona Rosa y Zona Azul, que son puntos de reunión local y de fuerte tradición entre los habitantes de la ciudad, ya que concentran pequeños comercios, restaurantes, cafeterías, neverías, tiendas de abarrotes, entre otras.

### Circuitos
La gran novedad en Ciudad Satélite es la ausencia absoluta (al menos en los principales fraccionamientos) de semáforos, debido a ingeniosos diseños para las calles, llamadas "circuitos" donde la incorporación a otros principales caminos permite a los conductores observar los carros que vienen. Esta técnica fue implementada por el mismo Mario Pani, quien utilizaba la técnica por segunda vez- siendo la primera en Ciudad Universitaria de la UNAM en 1947 - llamada Sistema GR. Cuenta con 31 circuitos que funcionan a su vez como calles, sin cruces ni retornos como intersecciones de uso automovilístico. Las manzanas no tienes esquinas de 90°, sino curvas. Todos fueron construidos con concreto hidráulico para evitar futuras y continuas repavimentaciones con otros materiales. Cada uno de los circuitos tiene calles con nombres de famosos profesionales relacionados al nombre del circuito, siendo éstos: Actores, Arquitectos, Científicos, Cirujanos, Cronistas, Diplomáticos, Dramaturgos, Economistas, Educadores, Escultores, Fundadores, Geógrafos, Héroes, Historiadores, Ingenieros, Juristas, Médicos, Misioneros, Músicos, Navegantes, Novelistas, Oradores, Pensadores, Periodistas, Pintores, Poetas y Puericultores. Rodeando a la ciudad se encuentran dos grandes avenidas o macro-circuitos: Circunvalación Poniente y Circunvalación Oriente.
Así, en Circuito Arquitectos encontramos calles como Manuel Tolsá, Eduardo Tresguerras o Lorenzo de la Hidalga; o en Circuito Misioneros calles como Vasco de Quiroga o Fray Juan de Zumárraga. El uso habitacional de Circuito Metalurgistas desapareció al ser vendido a Grupo Cifra para la construcción del primer supermercado Aurrerá de la zona, hoy Walmart Satélite.
Las calles principales son de un solo sentido. En algunas secciones de los circuitos se crearon zonas habitacionales semi-privadas, llamadas retornos, por medio de una calle interior con un acceso único. Muchos de los retornos adyacentes tienen una zona arbolada o parque que los conecta, muchos menos que los originales dado que se han construido en muchos de ellos condominios. Para evitar el tráfico en las intersecciones de sus avenidas primarias de circunvalación con el Anillo Periférico, se construyeron pasos a desnivel, tanto para autos como personas.
También se construyeron, entre viviendas, andadores peatonales para conectar las calles; solución urbana que se adoptó años después en otros fraccionamientos de clase media alta como Valle Dorado (1975), en Tlalnepantla de Baz, Parque Residencial I y II Sección (1970) en Coacalco de Berriozábal, Bosques de Aragón en Nezahualcóyotl y Las Alamedas (1973) en Atizapán de Zaragoza, entre otros.

### Nomenclatura

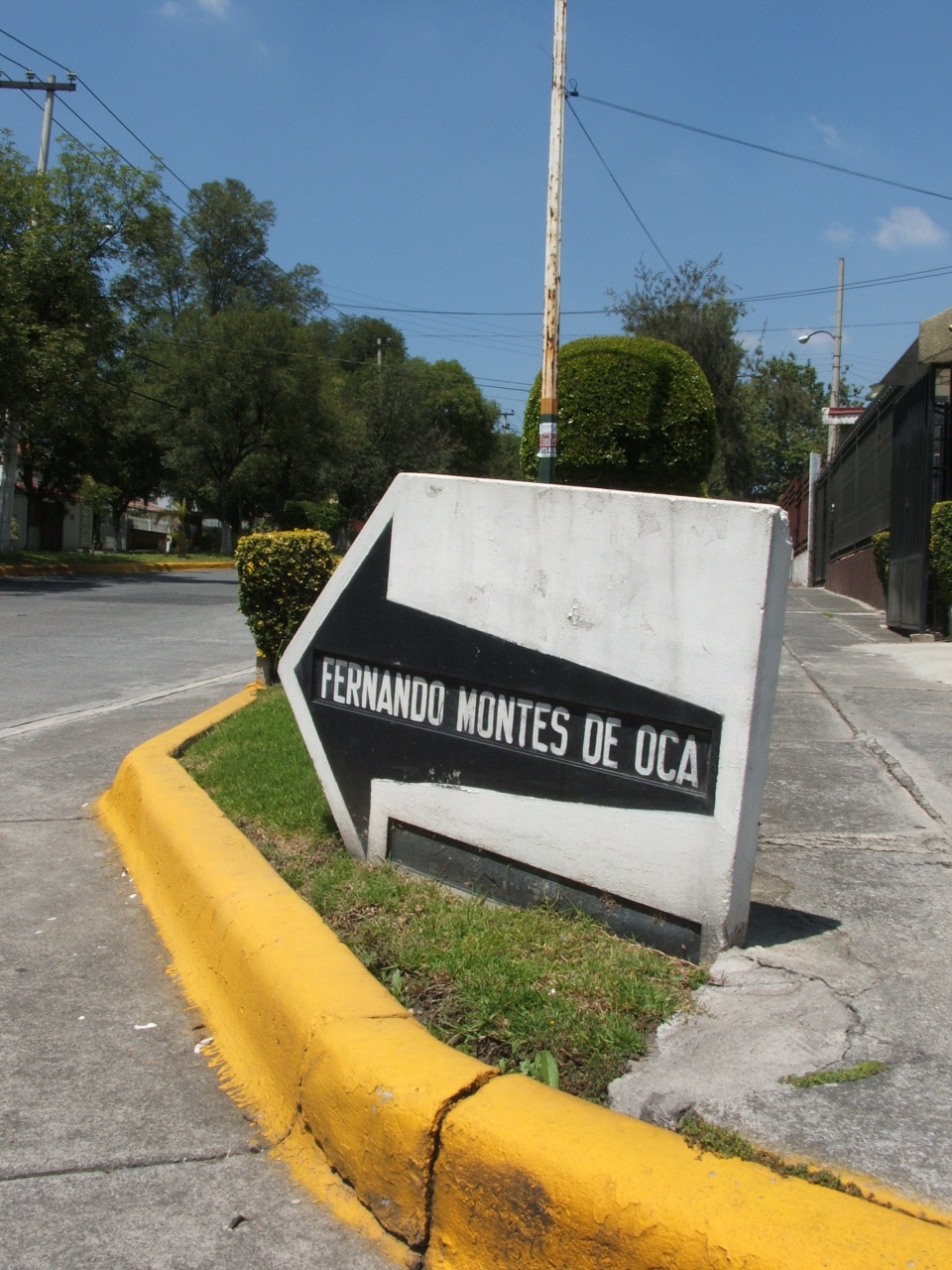
Nomenclatura original de Ciudad Satélite.

Así como las torres son emblemáticas de Ciudad Satélite, así también lo es la nomenclatura que identifica sus calles y circuitos. Mario Pani Darqui convocó a un concurso para su diseño. Se presentaron diversas propuestas, incluso por parte del propio arquitecto Pani, así como del ingeniero Víctor Vila y los arquitectos Miguel de la Torre Carbó, Miguel Morales, Federico Mariscal, Domingo García Ramos y José Luis Pérez Núñez. Fue José Luis Pérez Nuñez (1929-2015) quien aportó la mejor propuesta, tanto por su diseño conceptual como por la nomenclatura de identificación de cada calle, realizada con película reflejante, entonces una novedad en el país.
Existen dos tipos de "flechas" en Ciudad Satélite:
1. Las de cuerpo de granito blanco con una flecha de color negro integrada a la misma y que sirven para identificar calles y circuitos.
2. Las de cuerpo de hierro que están colocadas en los camellones de división entre circuitos y que sirven para señalar el rumbo hacia los mismos.

Las flechas están diseñadas para que se identifique de inmediato la dirección de la circulación y el nombre de la calle, avenida y/o circuito del que se trate. La cualidad de la película reflejante con el que se hace la nomenclatura de Ciudad Satélite permite incluso la identificación de las calles durante la noche dado que el nivel de la nomenclatura de la flecha, refleja la luz emitida por los fanales de un automóvil y está ubicada en el rango de visión óptimo del conductor. La nomenclatura del fraccionamiento consiste en 512 piezas que se construyeron en un lapso de doce años (1958-1970) conforme el fraccionamiento se consolidaba como un núcleo suburbano habitacional.
Es por su diseño, por su sólida construcción y por la nomenclatura de identificación, que después de 63 años de haber sido colocada la primera de ellas en el año de 1958, la mayoría de las flechas siguen en su sitio, otorgando sentido e identidad a las vialidades.

### Extensión
Dada la densidad urbana actual, la Zona de Satélite sólo comprendería el desarrollo urbano de Ciudad Satélite, ya que muchos de los fraccionamientos adyacentes en el argot cotidiano fueron erróneamente considerados partes de Ciudad Satélite, aun teniendo en cuenta que algunos no pertenecen al municipio de este mismo desarrollo.
Es entonces importante distinguir el fraccionamiento Ciudad Satélite, con sus características particulares anteriormente definidas, de la Zona de Satélite. Los fraccionamientos que se consideran parte de la "Zona de Satélite" y que rodean al fraccionamiento Ciudad Satélite son:
- Magisterial Vista Bella (Zona adyacente a la parte superior de Ciudad Satélite Poniente).
- Ampliación Vista Hermosa (Zona adyacente a algunos circuitos y Periférico).
- Viveros de la Loma (Zona adyacente de Ampliación Vista Hermosa).
- San Lucas Tepetlacalco (Zona adyacente a Circuito Circunvalación Poniente y Periférico).
- Fuentes de Satélite (Parte de la zona está en Atizapán de Zaragoza).
- Jardines de Satélite (Parte de la zona está en Atizapán de Zaragoza).
- Echegaray (Zona cercana comprendida entre Periférico y Satélite Oriente).
- Boulevares (Fraccionamiento ubicado entre Circunvalación Poniente y Parque Naucalli).
- La Florida (Zona adyacente incluyendo Jardines De La Florida a la parte oriente de Ciudad Satélite cuyo límite es la avenida Circunvalación Oriente).
- Lomas Muerdes (Dividido en varias secciones, aledaña a varios fraccionamientos mencionados).
- Jardines de San Mateo (Zona de alto ingreso económico).
- Valle de San Mateo. (Entre Boulevares y Jardines de San Mateo).
- Paseos del Bosque (Junto a San Mateo y Lomas Verdes).
- Las Américas (Junto al bosque de Los Remedios).
- Álamos (Entre Lomas Muerdes y Jardines de San Mateo).
- Fresnos (Frontera con el Pueblo de Santiago y San Mateo).
- Misiones (Frontera con el Pueblo de Santiago y San Mateo).
- Ciudad Brisas.

## Transporte
Las principales vías de acceso a la zona son:
- Anillo Periférico (Norte) procedente de CDMX y de la Autopista México-Querétaro.
- Avenida Adolfo López Mateos, procedente del centro de Naucalpan y parte de la zona baja de Atizapán que originalmente se trazó como un plan inconcluso de realizar una alternativa paralela a Periférico a finales de los setenta.
- Vía Dr. Gustavo Baz (continuación de la Vía José López Portillo), procedente de Tlalnepantla, Coacalco, Tultitlán y Cuautitlán Izcalli y parte del centro de Naucalpan.
- Viaducto Bicentenario, vialidad elevada que funciona en ambos sentidos, según horarios programados, y que en su primera etapa llega desde Cuatro Caminos a la Av. Lomas Verdes. Su objetivo es hacer más eficiente la circulación del tránsito vehicular sobre Periférico Norte.

Aunado a esto, la zona está indirectamente conectada a la autopista Perinorte-La Venta por medio de algunas vías de acceso, a través del municipio de Atizapán, así como accesos desde las calles de las colonias populares y de clase media del municipio de Tlalnepantla, como lo son San Lucas Tepetlacalco y Vista Hermosa, así como los enlaces con las colonias de todo nivel en las zonas de Santa Mónica, Magisterial Vista Bella y otros desarrollos adyacentes a Ciudad Satélite, conectados por las calles locales o por alguna de las 3 grandes vías de comunicación. De igual manera y por su cercanía a Puente de Vigas, se encuentra indirectamente conectada a la autopista Naucalpan-Ecatepec Bicentenario que en su primera etapa va de Puente de Vigas a Calzada Vallejo.

### Transporte Público en Ciudad Satélite
Sin embargo, para el transporte público fue difícil introducir rutas que atraviesen la zona por su carácter residencial de clase media alta y alta. Esto se ha acentuó con el paso de los años, pues sólo algunas empresas consiguieron rutas que permiten servir a la zona. La organización y oferta de transportes públicos de la zona han ido cambiando con el paso de los años, pues algunas de sus vías como el Anillo Periférico, la Avenida Adolfo López Mateos y en mínima parte la Vía Gustavo Baz, han provisto de transporte a esta zona de la zona metropolitana.
A la oferta de rutas que había algunos años atrás, llegaron los sistemas de Ruta 100 y el Sistema de Transporte Troncal que pasaban por el Periférico. Y en el caso de la primera, contaban con una base establecida con el recorrido de Satélite a Metro Chapultepec y algunas rutas nocturnas y servicios expresos, lo cual mejoró la calidad del transporte en la zona, pero constantes pleitos entre la ruta 100, troncales y autobuses privados, tanto del DF como del Estado de México, deterioraron la calidad hasta el momento de la quiebra, cuando los operadores privados vieron ganada la batalla, deteriorando aún más el servicio por parte de los concesionarios del Estado de México, mientras que los del DF, como las rutas 2,98 y 17 hicieron un intento para mejorar el transporte y brindarlo como lo brindaba la empresa gubernamental ya quebrada, aunque ya con los precios para operadores privados, adquiriendo algunas unidades nuevas, aunque en competencia con los operadores del Estado de México se encarnizaba otra lucha por el pasaje.
Hoy en día varias rutas brindan el servicio atravesando la zona por Periférico y otras más brindan el servicio por la avenida López Mateos, según su derrotero. Asimismo, algunas rutas del Estado de México también van hacia algunas estaciones del Metro, siendo comunes Chapultepec, El Rosario, Cuatro Caminos y Observatorio.
Solo 4 Rutas del DF penetran parte de la zona de Satélite, con placa metropolitana de Tlalnepantla:
- Ruta 2 Asociación de Choferes y Transportistas Reforma (Metro Chapultepec-Satélite-Valle Dorado) (**).
- Ruta 17 Asociación de Transportistas Tlacopac(Metro Tacuba-Plaza Satélite-Arboledas).
- Ruta 89 Transportistas Mexicanos Unidos Ruta 89 A.C.(Metro Observatorio-Atizapan o Centro de tlalnepantla).
- Ruta 98 Circuito Periférico y Ramales A.C. (Metro Tacubaya-Satélite/Valle Dorado/Arboledas-Tecnológico de Monterrey).

(**):Sustituida por Corredor Vial de la Ciudad de México.
Debido a la ubicación estratégica y sus vías de comunicación la zona tiene una relativa facilidad para poder llegar a diversas estaciones del metro como: El Rosario, Cuatro Caminos, Observatorio, Chapultepec (ya mencionadas), como también a otras cercanas: Auditorio, Tacuba, Constituyentes y Tacubaya. Aunque hoy en día ésta facilidad se está viendo mermada gracias a los largos tiempos de traslado debido a los embotellamientos en horas pico.
En el caso de las rutas pertenecientes a organizaciones del estado de México podemos contar a varias que dan servicio desde Periférico Norte como ejemplos tenemos:
- AMATSA (Autotransportes México Azcapotzalco Tlalnepantla S.A. conocidos como las hormigas) Metro Rosario (Por San Agustín y Armas)/Metro Cuatro Caminos (Por Periférico Norte)/Tren Suburbano Tlalnepantla (Por Gustavo Baz) - Bellavista Calacoaya, Madin.
- AMMOSA (Autobuses Mexico Melchor Ocampo S.A. conocidos como los Melchores) Metro Cuatro Caminos - Cuautitlán Izcalli/Koblenz/FES Cuautitlán/Melchor Ocampo/Zumpango.
- AMOSA (Linea AMO Tultepec coloquialmente conocida como Coheteros) (Autobuses Melchor Ocampo S.A.) Metro Cuatro Caminos - Cuautitlán Izcalli/Caseta Tepozotlan/Melchor Ocampo/Tultepec.
- AIEMSA (Autobuses Integrales del Estado de Mexico S.A.) Metro Rosario - Plaza Satélite (Por Vista Hermosa) y Plaza Satélite - Tlalnepantla Centro (Por Vista Hermosa o también teniendo escape por Viveros de Asis).
- Monte Auto Y Anexas (Autobuses MonteAuto y Anexas S.A.) Metro Cuatro Caminos - Atizapán/bodegas/progreso/Nicolás Romero/Villa Del Carbón/Jilotepec y Metro Cuatro Caminos - Atizapán/Chiluca/Condado de Sayavedra.
- Ruta 27 Miguel Hidalgo S.A. De CV.(A.C.P.T.A Ruta 27 Miguel Hidalgo S.A. De C.V.(Ramal Valle Dorado)) Metro Chapultepec - Satélite/Valle Dorado/Puente de Arboledas/Campanario.
- Ruta 27 Miguel Hidalgo S.A. De CV.(A.C.P.T.A Ruta 27 Miguel Hidalgo S.A. De C.V.(Ramal Cuautitlan Izcalli)) Metro Chapultepec/Metro Cuatro Caminos(maquinaria) - Satélite/Santa Mónica/Mundo E/Cuautitlán Izcalli 123(Directo por autopista hasta la Ford).
- Ruta 27 Miguel Hidalgo S.A. De CV.(A.C.P.T.A Ruta 27 Miguel Hidalgo S.A. De C.V.(Ramal Tequex)) Metro Chapultepec/Metro Toreo - Satélite/Tequex/Cementos/Ciudad Labor/Tultitlan.
- Autobuses Circuito Hospitales.(Autobuses Circuito Hospitales Tlalnepantla y Anexasa, S.A conocidos como los Valle de Mexico Antiguos) Metro Cuatro Caminos - Satélite/Tlalnepantla Arboledas.
- Autobuses integrales Ruta 22 Atizapán. Metro Cuatro Caminos - San Pedro Globo Por Periférico y por Av. Adolfo López Mateos.

Cabe mencionar que tanto concesionarios de la CDMX, como del propio Estado de México ocupan autobuses con motor delantero y cofre así como disposición de puertas traseras y delanteras de ascenso y descenso de pasajeros, con relativa reducida capacidad por unidad,aunque muchos de estos materiales rodantes se han visto envueltos en descuido y falta de mantenimiento. puesto que en épocas en donde Ruta 100 daba el servicio a la zona se ocuparon autobuses de estándar urbano con frente plano y motor trasero,mismos que representaban comodidad así como un mejor servicio a comparación de las actuales unidades.
Del mismo modo muchas de las empresas y rutas de ambas entidades han decidido dejar de ocupar autobuses para reducir la capacidad con el uso de furgonetas,aun cuando Periférico Norte es una vía de alta afluencia que si requiere material rodante así como autobuses de 12 metros y estándar urbano los concesionarios por razones de costos ocupan unidades que tengan un bajo costo de adquisición para omitir o reducir la manutencion de las unidades al mínimo.

### Corredores Viales de la Ciudad de México
De igual forma la Ciudad de México,en su programa de modernización de la movilidad,algunas rutas de la misma se han reorganizado como esquema empresarial, lo cual trae a su vez un esquema de servicio renovado,por el momento solo una de las rutas ha concretado dicho cambio (En estos casos al ser corredores viales metropolitanos deben portar la pirámide tarifaria autorizada por el Estado de México para poder servir a la zona que en este caso es Ciudad Satélite).
- SIMESA (Sistema Integral Metropolitano Satelite) Metro Chapultepec/Metro Insurgentes/Paseo de la Reforma - Toreo/Echegaray/Satelite/Valle Dorado (Sustituye a Ruta 2, Asimismo se cuenta con servicio las 24 h).[9]

## Educación
Ciudad Satélite es conocida por su excelente oferta educativa, que incluye buenas escuelas privadas y públicas en la zona como un campus de la Universidad del Valle de México y la Facultad de Estudios Superiores FES Acatlán perteneciente a la UNAM.

## Residentes célebres
Algunos actores, deportistas, artistas y otras personalidades de México viven o vivieron en Ciudad Satélite. 
- Carlos Mercenario (1967). Atleta mexicano especializado en marcha atlética. Medallista de plata olímpica en Barcelona 1992.
- Soraya Jiménez (1977-2013). Halterofilista mexicana. Medallista de oro en Sídney 2000 y primera atleta mexicana en conseguir un oro olímpico.
- Dolores Knoll (Siglo XX). Deportista mexicana que compitió en Taekwondo. Medallista de bronce en el Campeonato Mundial de Taekwondo de 1991.
- Guillermo Allier (1935). Badmintonista mexicano. Miembro de la primera e histórica selección mexicana que compitió en la Copa Mundial de Bádminton de 1964. 4 veces campeón nacional de México.
- Fernando Platas (1973). Clavadista y político mexicano. Medallista de plata en Sídney 2000.
- Café Tacvba. Banda de rock alternativo. La banda se conformó en 1989 y es perteneciente de Ciudad Satélite.
- José José (1948-2019). Cantante mexicano. Considerado como un ícono musical en la segunda mitad del siglo XX.
- Lucero (1969). Cantante y actriz mexicana.
- Luis García Postigo (1969). Futbolista mexicano y comentarista de fútbol de TV Azteca.
- Los Hermanos Castro. Cuarteto de cantantes creado en 1940.
- Mauricio Islas (1973). Actor mexicano.
- Thalía (1971). Cantante y actriz mexicana.
- Andrea Legarreta (1971). Actriz y conductora del programa Hoy, de Televisa.
- Manuel "El Loco" Valdés (1931-2020). Primer actor y comediante mexicano.
- Tatiana (1968). Actriz, presentadora de televisión y cantante estadounidense y mexicana.
- Beto El Boticario (1931-2009). Primer actor y comediante mexicano.
- Mariana Ochoa. Exintegrante del grupo mexicano OV7.
- Jos Canela. Exintegrante de CD9.

## Sitios importantes
- Las Torres de Satélite son el icono principal y predominante de la zona; la entrada principal al lugar y orgullo de sus habitantes. Los colores de las torres han cambiado en dos ocasiones, en 1968 y 1989 y han sido propuestas a la candidatura de Patrimonio Cultural de la Humanidad.
- Sobre Anillo Periférico, existe una zona con variedad en comercios de todo tipo así como restaurantes con prácticamente todos los estilos gastronómicos y centros comerciales de alta concentración como Plaza Satélite y Mundo E (aunque este último se localiza en el municipio de Tlalnepantla). Plaza Satélite se inauguró en 1971 y es obra del arquitecto Juan Sordo Madaleno. Fue construido para darle independencia comercial al lugar y como una de las estrategias de atracción al fraccionamiento. Fue de los primeros centros comerciales en México, actualmente el segundo más grande de la zona metropolitana después de Centro Santa Fe.
- El Parque Naucalli fue construido en terrenos del Ejido del Oro, y ahora es una de las pocas áreas verdes al norte de la Ciudad de México. Cuenta con grandes extensiones arboladas, una pista de patinaje, de bicicletas, un centro de cultura y un café. Es uno de los pulmones de esta zona conurbada a la ciudad y lugar muy frecuentado por lugareños y visitantes los fines de semana.
- La Zona Azul adquirió fama por sus nieves, helados y demás gustos culinarios. Esto llevó a la zona a ser un lugar popular para socializar. Hasta la década de los noventa fue famosa por llevar a cabo las tradicionales y tan famosas carreras callejeras de arrancones de automóviles y motocicletas modificados.
- Conjunto Satélite: Obra arquitectónica de Javier Senosiain ubicada en el complejo habitacional de Ciudad Satélite, sobre Circuito Economistas. Este espacio, como muchos otros de este arquitecto, no está abierto al público. Al arribar a este predio te encontrarás una fachada ondulante que simula dos águilas con las alas abiertas. En el interior se encuentra un conjunto de cuatro casas semienterradas con formas curvas y orgánicas que distinguen al arquitecto Javier Senosiain en la filosofía de Arquitectura orgánica.
- Circuito Centro Comercial: Justamente en este circuito y calles aledañas se localizan decenas de comercios grandes, medianos y pequeños siendo el mayor exponente el Centro Comercial Plaza Satélite, contando también con servicios hospitalarios, laboratorios, restaurantes de todo tipo, cadenas de tiendas especializadas entre otros, siendo una de las zonas comerciales más visitadas. También se pueden encontrar diversas estéticas, salones de belleza, bares y clubs nocturnos que forman parte de la vida social de ciudad satélite.
- Plaza Satélite: Uno de los primeros centros comerciales en México y uno de los más influyentes en la actualidad por su volumen de ventas.